# Wendlandia tombuyukonensis
Wendlandia tombuyukonensis là một loài thực vật có hoa trong họ Thiến thảo. Loài này được Suzana, J.T.Pereira & Sugau mô tả khoa học đầu tiên năm 2008.